# Franco-canadesi
I franco-canadesi sono un gruppo etnico composto da persone di origine francese che risiedono in Canada.

## Storia
I franco-canadesi discendono dai coloni francofoni, giunti sul suolo canadese durante il Settecento, e provenienti soprattutto da aree francesi occidentali come la Normandia, la contea del Perche, la Beauce, la Bretagna, la Maine, l'Angiò, la Turenna, la Poitou, l'Aunis, l'Angoumois, la Saintonge e la Guascogna. Fra gli anni 1840 e 1930, i franco-canadesi si espansero in tutto il Nord America occupando città e intere regioni, e circa 900.000 di essi emigrarono negli Stati Uniti, soprattutto nella Nuova Inghilterra.

## Comunità
I franco-canadesi costituiscono circa il 22% della popolazione totale canadese, rappresentano la maggior parte dei parlanti di lingua francese in Canada, e, sebbene siano sparsi in tutto il Nord America, essi sono principalmente concentrati nella provincia del Québec, ove sono l'etnia dominante. In Canada, le persone di origini franco-canadesi, francesi, quebecchesi e acadiane sono 11,9 milioni e comprendono il 33,78% della popolazione canadese. I franco-canadesi (compresi quelli che non parlano la lingua francese) costituiscono il gruppo etnico più numeroso del Paese dopo quello composto da persone di origine inglese e precedono, in termini di quantità, di quelli di origine irlandese e scozzese. Molti franco-canadesi si considerano tali, mentre altri preferiscono considerarsi esclusivamente francesi. 
Esistono diverse comunità francofone in tutta la Nazione che includono, fra le altre, gli Acadiani delle Province marittime, i Brayon del Nuovo Brunswick e i Métis delle Praterie canadesi. Benché gli Acadiani vengano riconosciuti dei franco-canadesi per motivi linguistici, non sono considerati tali per ragioni culturali ed etniche in quanto la loro regione, l'Acadia, venne fondata in un'area diversa dal Québec.
Tuttavia, non tutti i francofoni canadesi sono di discendenza od origini franco-canadesi in quanto, in Canada, esistono delle comunità parlanti in lingua francese che provengono da Paesi come Haiti, Camerun, Algeria, Tunisia o Vietnam, e non tutti i franco-canadesi sono francofoni.